# Cymopterus melanotilingia
Cymopterus melanotilingia là một loài thực vật có hoa trong họ Hoa tán. Loài này được (H.Boissieu) C.Y.Yoon mô tả khoa học đầu tiên năm 2001.